# Henkel Square

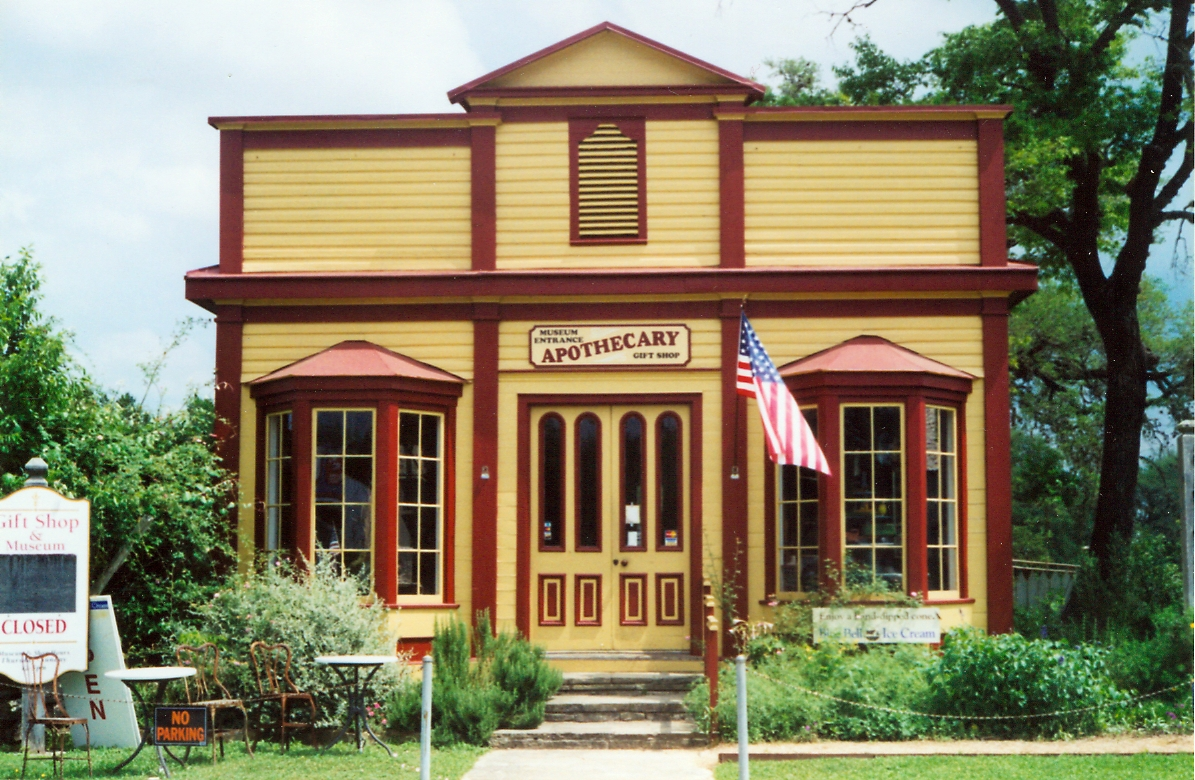
Restaurierter Drugstore von Edward Henkel, Apotheker und erster Bürgermeister von Round Top

Der Henkel Square ist ein historischer Ort und ein Museumsdorf in der Stadt Round Top in Texas.

## Geschichte
Der Henkel Square gehört zu den ältesten Zeugnissen europäischer Besiedlung in Texas. Vor allem Deutsche haben dort in der ersten Hälfte des 19. Jahrhunderts ihre Heimat gefunden.
Er ist heute zum Teil ein Museum.

### Apothecary Shop
Die Apotheke wurde ursprünglich 1875 für Herrn Recknagel von seinem Freund Herrn Henkel gebaut und als Drogerie genutzt. Frau Recknagel führte ein Fotostudio in der Ecke des Ladens.

### Schuhmann Two House
Das Schuhmann Two House wurde vom deutschen Einwanderer Fredrich Schuhmann sr. 1855 und seiner zweiten Frau erbaut.

### Scherres Cabin
Die Scherres Cabin wurde ursprünglich 1820 in Biegal, Texas errichtet. Es besteht aus behauenen Eichenstämmen, welche mit Lehm verputzt sind. Bernard Scherrer, ein Emigrant aus der Schweiz, bezog die Hütte 1833 im Alter von 22 Jahren und wohnte in ihr bis zu seinem Tod 1845.

### Schuhmann One House
Das Schuhmann One House wurde vom deutschen Einwanderer Fredrich Schuhmann sr. 1838 und seiner ersten Frau erbaut. Es besteht aus behauenen Eichenstämmen und zählt zu den primitivsten Gebäuden des Museums.

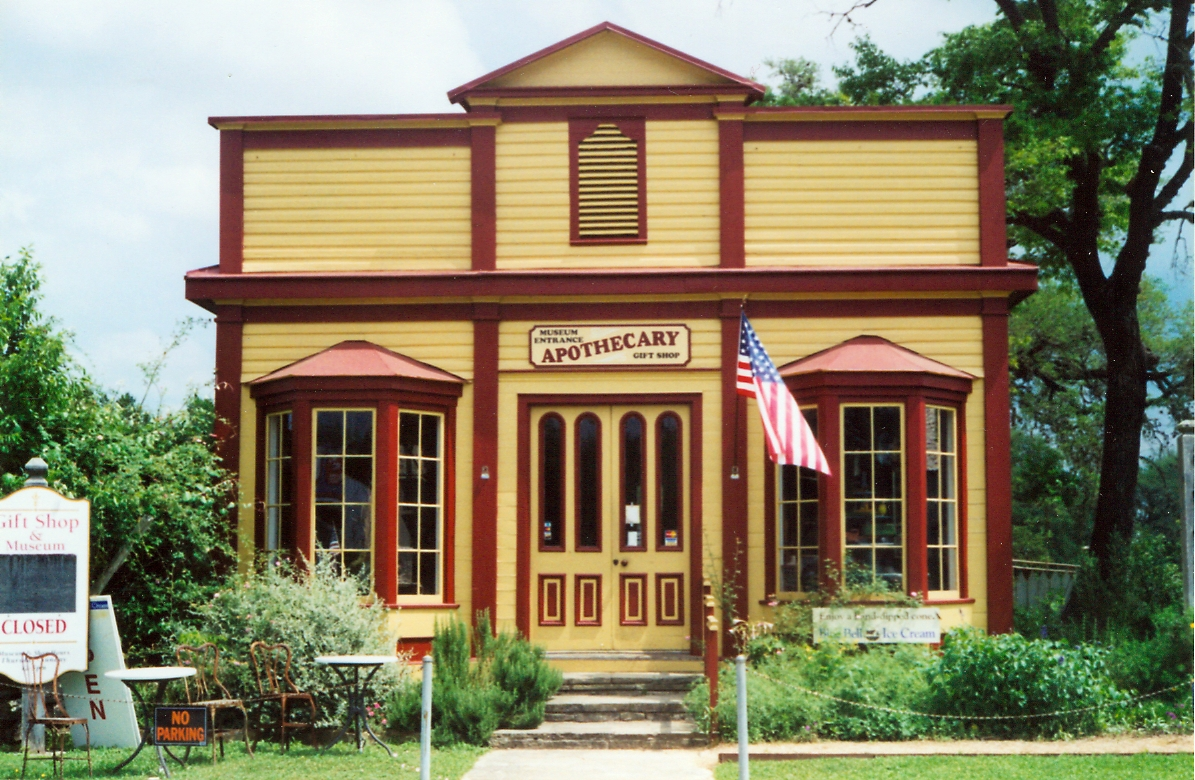
Apothecary Shop, Drogerie von 1875
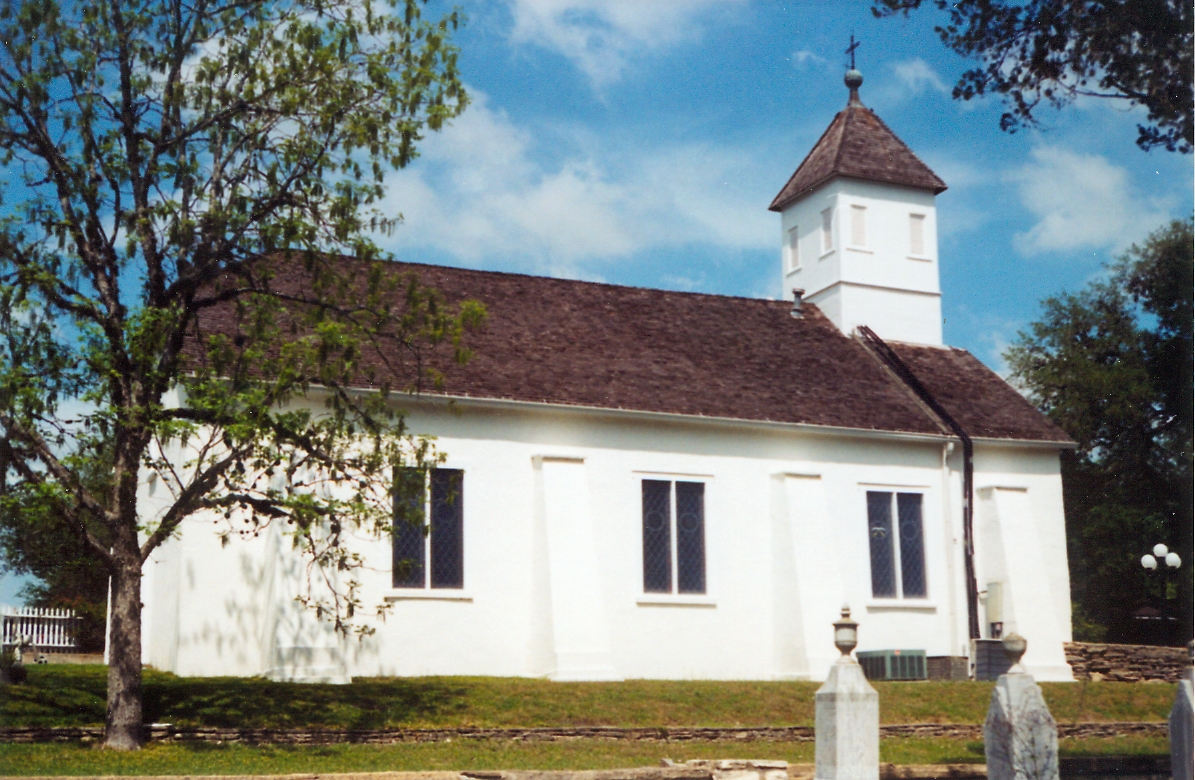
Bethlehem Lutheran Church, ursprünglich Haw Creek Church 1872
Henkel House 1846
Von Rosenberg House 1875
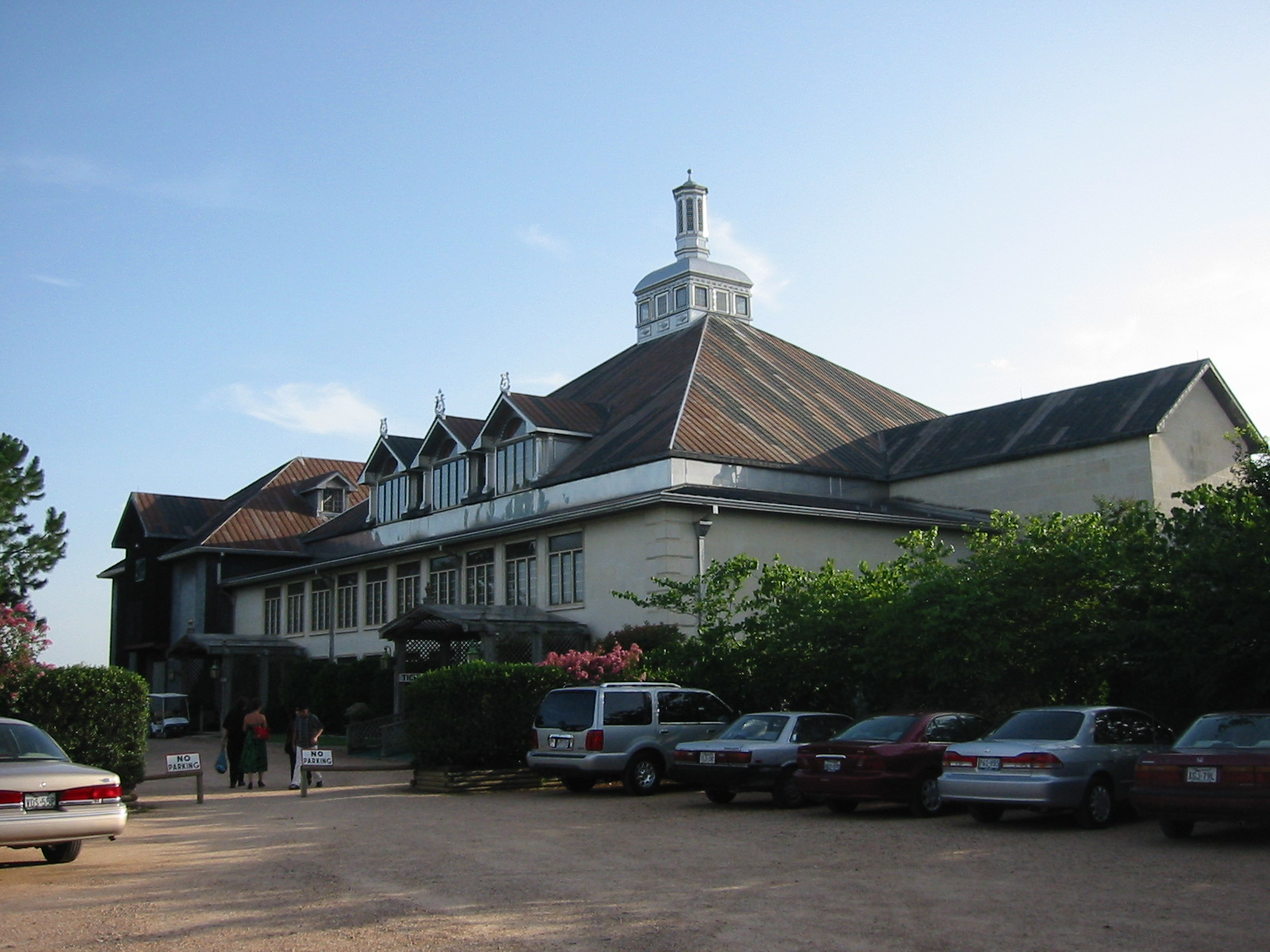
Henkel Hall Event Center, Neubau 2013